# Мирненська селищна рада (Сорокинський район)
Мирненська селищна рада — селищна рада у Краснодонському районі Луганської області з адміністративним центром у смт Талове.
Мирненській селищній раді підпорядковано крім власне смт Талове, також смт Мирне.
Адреса Мирненської селищної ради: 94476, Луганська обл., Краснодонський р-н, смт Талове, вул. Радянська, 85.

## Населені пункти
Населені пункти, що відносяться до Мирненської селищної ради.
| № | Назва  | Тип | Рік заснування | Площа км² | Населення (2001), ос. |
| - | ------ | --- | -------------- | --------- | --------------------- |
| 1 | Мирне  | смт | 1920           | 11,97     | 471                   |
| 2 | Талове | смт | 1815           |           | 1 496                 |

## Керівний склад попередніх скликань
| ПІБ                        | Основні відомості                                                        | Дата обрання | Дата звільнення |
| -------------------------- | ------------------------------------------------------------------------ | ------------ | --------------- |
| Дорошев Віктор Миколайович | Селищний голова, 1956 року народження, освіта вища, член Партії регіонів | 31.10.2010   |                 |
| Юшко Зоя Ігорівна          | Селищний голова, 1954 року народження, позапартійна                      | 26.03.2006   | 31.10.2010      |

Примітка: таблиця складена за даними джерела 